# 漢堡選單
汉堡选单（又名折叠选单），因其形似汉堡而得名，通常是放在图形用户界面顶部角落的按钮。它通常用于切换被折叠的导航栏。此选单的按钮一般由三条横线组成，也被称为折叠菜单图标或汉堡按钮。

## 歷史
該圖示最初由設計師 Norm Cox 設計，用於全錄（Xerox）公司開發的個人電腦 Xerox Star 的圖形界面中，於 1981 年推出。Cox 如此描述漢堡圖示的創作過程：「這個圖示的設計目標是像路標一樣清晰易懂、功能明確，並模仿選單列表的外觀。由於可用的像素數量有限，圖示必須非常簡潔且易於辨識

。」
在 Xerox Star 之後，1985 年發行的 Windows 1.0 中，每個視窗的控制選單都採用了漢堡圖示，但在 Windows 2.0 後便棄用。直到 2009 年左右，隨著行動裝置的普及，此圖示因適合有限的螢幕空間而再次流行起來

。